# 李寶龍路

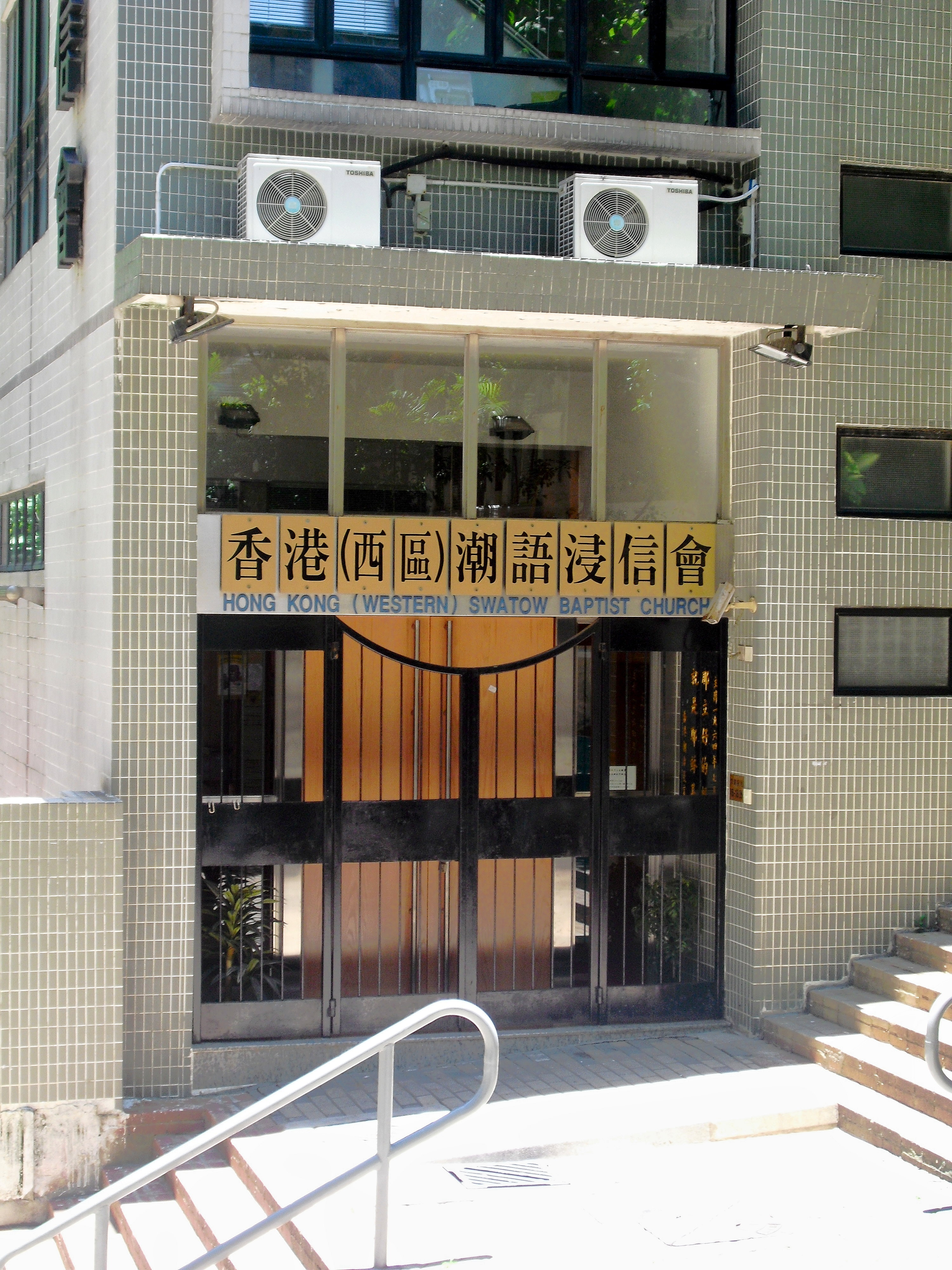
香港（西區）潮語浸信會門口

李寶龍路（英語：Li Po Lung Path）是一條香港的街道。它位於香港島堅尼地城，北接卑路乍街，連接太白臺，南接青蓮臺，為一上坡的行人街道，街道末端有一條小小的路通往青蓮臺。
李寶龍是著名地產商，開發西環地區，包括附近的住宅，為了紀念這位熱愛中國著名詩人李白的地產商，故命名為李寶龍路。西環七臺中，學士臺、太白臺與青蓮臺的命名皆源於李白，因李白分別為唐代翰林學士、字太白、號青蓮居士。
李寶龍路從前佈滿了大牌檔，商店林立。在1985年，該處的合法地舖大部分都變為住宅，大牌檔隨著也消失了。
由於車輛不能到達該路，根據堅尼地城及摩星嶺分區計劃大綱草圖，其附近被劃作「住宅（丙類）」的地帶被劃為「住宅（丙類）1」地帶，最高地積比率為5倍及最高建築物高度為12層，以解決此地帶上落客貨、消防安全及緊急車輛使用通道限制的問題。
於1996年，《形／物》展覽之中梁志和的作品《李寶龍夢》以攝影重構李寶龍路的昔日。

## 沿路地點
- 香港（西區）潮語浸信會
- 太白臺
- 青蓮臺
- Loom Art